# Лейбористська партія Барбадосу
Лейбористська партія Барбадосу — лівоцентристська політична партія в Барбадосі, член Соцінтерну. Була при владі в країні у 1954–1961, 1976–1986 та 1994–2008 роках. Нині перебуває в опозиції.

## Історія
Установчі збори партії відбулись 31 березня 1938 року в будинку Джеймса Мартіно на Бей-стріт.
Однією з цілей партії, проголошеною на установчих зборах, стала боротьба за розширення політичних прав жителів Барбадосу. Ця боротьба, зрештою, призвела до мирного переходу влади до рук національного уряду. Серед інших цілей створення партії були названі: встановлення соціальної справедливості, поліпшення виробничих відносин, житлових умов і стану охорони здоров'я, запровадження безкоштовної освіти, а також співпраця з аналогічними асоціаціями Карибського басейну. Лідером партії упродовж трьох десятиліть був Грентлі Адамс.
1940 року Барбадоська лейбористська партія вперше взяла участь у парламентських виборах, здобувши за їхніми підсумками 4 місця. 1948 року партія вперше здобула більшість на виборах до Палати асамблеї. Лейбористи домоглись прийняття важливих законодавчих актів у галузі регулювання трудових відносин, поліпшення охорони здоров'я, освіти та інфраструктури острова. Проте найбільш значущим законодавчим актом був закон про народне представництво, прийнятий 1950 року. 1953 року лейбористи отримали в парламенті 15 місць із 17. 1954 року Грентлі Адамс очолив перший уряд на той час іще залежного від Великої Британії Барбадосу.

## Члени ЛПБ—прем'єри та прем'єр-міністриБарбадосу
| Прем’єр (з 1966 року — прем’єр-міністр) | Роки життя | На посаді |
| --------------------------------------- | ---------- | --------- |
| Грентлі Адамс                           | 1898—1971  | 1954—1958 |
| Г'ю Гордон Каммінгс                     | 1891—1970  | 1958—1961 |
| Том Адамс                               | 1931—1985  | 1976—1985 |
| Гарольд Бернард Сент-Джон               | 1931—2004  | 1985—1986 |
| Овен Артур                              | 1949—      | 1994—2008 |
| Міа Моттлі                              | 1965—      | 2018—     |